# Diaptomus forbesi
Diaptomus forbesi är en kräftdjursart som beskrevs av S.F. Light. Diaptomus forbesi ingår i släktet Diaptomus och familjen Diaptomidae. Inga underarter finns listade i Catalogue of Life.